# Aéroport de Lukala
L'aéroport de Lukala (code IATA : LKA • code OACI : FZAP) est un petit aéroport de la province de Kongo Central dans la ville de Lukala en République démocratique du Congo.
Les aérodromes les plus proches sont les aéroports de Kwilu-Ngongo, N'Kolo-Fuma, Malanga, Kimpangu et Inkisi.
L'aéroportde Lukala ne publie pas de METAR, la station météo la plus proche est l'Aéroport international Maya-Maya du Congo-Brazzaville, qui est à 164 km. La région d'information de vol (FIR) est Kinshasa ACC.

## Situation
| Bandundu Basango Mboliasa Bunia Gbadolite Gemena Goma Ilebo Kalemie Kananga Kikwit Kindu Kinshasa-Ndjili Kinshasa-N'Dolo Kisangani Kolwezi Lodja Lubumbashi Matari Matadi Mbandaka Mbuji Mayi Nioki Tshikapa Tshumbe |